# Ogotona
Ogotona (Ochotona dauurica) är ett däggdjur som ingår i familjen pipharar och först beskrevs av Peter Simon Pallas 1776. IUCN kategoriserar arten globalt som livskraftig.

## Utseende
Denna piphare når en kroppslängd av 17 till 22 cm, inklusive en kort svans. Den väger mellan 140 och 170 g. Det cirka 40 mm långa huvudet kännetecknas av 18 till 24 mm långa öron och 40 till 60 mm långa morrhår. Bakfötterna är 25 till 31 mm långa och vid tårna finns smala klor. Ogotonans päls är under sommaren halmfärgad till mörkgrå på ryggen, mera gulaktig vid bålens sidor och vitaktig på undersidan. Vinterpälsen har allmänt en blekare färg och den är även längre. Arten har samma utseende som Ochotona curzoniae som förekommer längre söderut med undantag av en region i centrala Kina där utbredningsområdena överlappar varandra. Arterna skiljer sig däremot i sina genetiska egenskaper.

## Utbredning och habitat
Arten förekommer i sydöstra Ryssland, Mongoliet och norra Kina. Djuret vistas där i halvöknar med gräs som ibland översvämmas.

## Ekologi
Individerna vilar i självgrävda bon och är växtätare. Honor kan ha flera kullar per år och föder upp till 11 ungar per kull. Unga honor som föds tidig under våren kan ha egna kullar under första levnadsåret. Ogotonan blir vanligen två år gammal.
Ogotonan är allmänt dagaktiv men den stannar under alltför kalla eller heta tider i ett gömställe. Boet består av flera tunnlar och kamrar. Vanligen lever ett monogamt par och deras ungar i samma bo. Ibland ligger flera bon bredvid varandra men aggressiviteten mellan individer som tillhör olika familjer är vanligen låg. En individ som är helt främmande och som inte tillhör grannskapet bekämpas däremot. För kommunikationen finns olika läten, däribland ett pipande varningsrop som gav djurgruppen sitt namn. Dessutom markeras området kring boet med urin och körtelvätska.
Födan utgörs främst av gräs samt av några andra växtdelar som blad, blommor, stjälkar, rötter, rotfrukter och bark. Gräs flyttas till boet eller samlas i högar och torkas där för senare bruk. Ogotonan håller ingen vinterdvala och lever under den kalla årstiden av förrådet. Som andra hardjur är arten koprofag. Spillningen från första ämnesomsättningen har därför en mjuk konsistens.
Honan är cirka 30 dagar dräktig och sedan föds nakna, blinda och osjälvständiga ungar. Pälsen är full utvecklad efter 11 till 13 dagar. Ungarna diar sin mor cirka fyra veckor men de börjar äta fast föda redan efter tre veckor.

## Underarter
Arten delas in i fyra underarter:
- O. d. dauurica
- O. d. annectens
- O. d. bedfordi
- O. d. mursavi